# Arrecifes Minerva

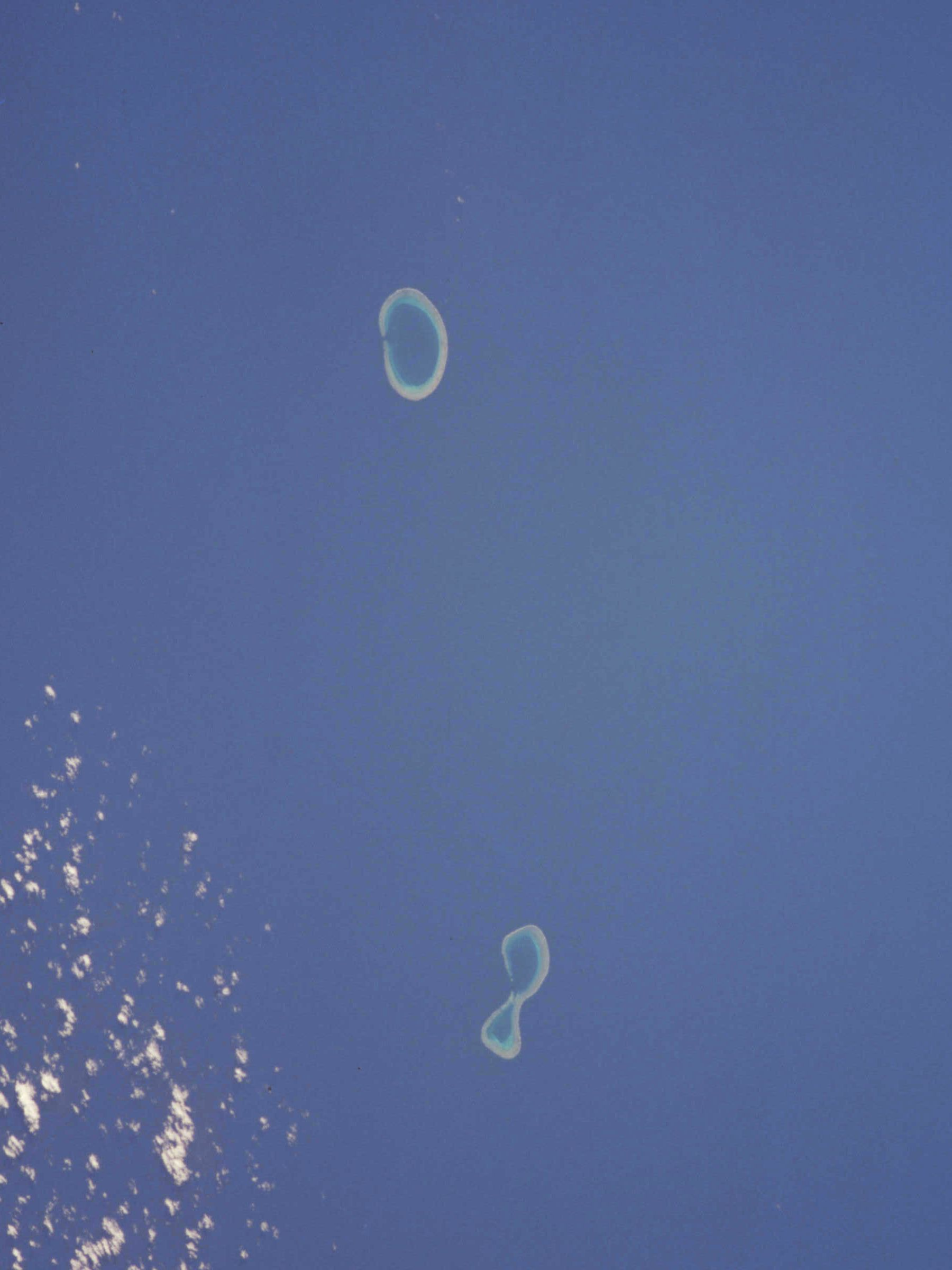
Vista desde satélite de los arrecifes Minerva.

Los arrecifes Minerva (Ongo Teleki en tongano) son dos arrecifes de coral del reino de Tonga, situados a 435 km al suroeste de Tongatapu y al sureste de las islas Lau de Fiyi.

## Geografía
Los arrecifes son dos anillas de coral separadas por 32 km: Minerva Norte y Minerva Sur (en tongano Teleki Tokelau y Teleki Tonga) situados en el camino entre Tonga o Fiyi, y Nueva Zelanda. Son los restos de atolones sumergidos que sólo son visibles con la marea baja, alcanzando una altura de unos 90 cm, con unos fondos de arena de unos 20 metros de profundidad y con cabezas de coral que llegan cerca de la superficie.
El arrecife Minerva Sur tiene una forma de ocho con dos círculos de 5 km de diámetro, el arrecife Este y el Oeste, y un paso de entrada a la laguna interior. Sus coordenadas son: 23°56′S 179°08′O / -23.933, -179.133. 
El arrecife Minerva Norte también es circular con 5,5 km de diámetro y un estrecho paso de entrada a la laguna. Se hallan unas torres de hierro y un faro fuera de servicio construidos por la marina estadounidense durante la Segunda Guerra Mundial. Sus coordenadas son 23°38′S 178°55′O / -23.633, -178.917.
El uso casi universal del GPS en la navegación ha hecho mucho menor el riesgo que representaban. Al contrario, hoy en día es muy habitual que los veleros que navegan entre las islas del trópico y Nueva Zelanda fondeen en Minerva, y esperen el mejor momento meteorológico para afrontar la travesía.
Allí encuentran buenos fondeaderos, sobre arena y alguna cabeza de coral dispersa, en unos 13 a 20 metros de agua. Además de pesca y mariscos, y el arrecife propiamente dicho, sobre el que se puede caminar antes o después de la pleamar. El fondeo es confortable, sobre todo en Minerva Norte, donde la pequeña ola que se puede producir en la marea alta, apenas se nota. El mal tiempo, aunque escaso durante el invierno, puede hacer del fondeadero una trampa muy peligrosa. 
Al no haber "tierra", las aguas no estén contaminadas con partículas en suspensión, y la claridad de las aguas es de las mayores del mundo. Con mar en calma se pueden ver perfectamente las piedras a más de 20 metros de profundidad, desde fuera del agua, lo que hace que el buceo sea espectacular.

## Historia
Los arrecifes Minerva son muy peligrosos para la navegación, tienen una larga lista de naufragios, empezando tal vez por el ballenero australiano Minerva que encalló en 1829, en el arrecife Sur, dándoles nombre. Entonces eran denominados Nicholson's Shoals y fue el inglés Denham, del HMS Herald, quien los exploró en 1854 y les bautizó en recuerdo del famoso naufragio del Minerva.
La tripulación del Minerva se dividió en tres barcas e intentaron llegar a las islas Tonga. Preferían ir a unas islas donde había misioneros antes que a las islas Fiyi, que tenían fama de caníbales. Pero los vientos les llevaron finalmente a Fiyi y decidieron desembarcar ya que les seguía un tiburón. Los nativos les expusieron como trofeos en diferentes islas y poco a poco fueron rescatados por diferentes barcos de paso. Algunos de ellos, como John Twyning, acabaron estando veinte años en las islas y escribió un libro sobre sus experiencias en masacres y banquetes caníbales.
Fue famoso el naufragio del Tuaikaepau, un barco de tongano que encalló el 7 de julio de 1962, cuando navegaba hacia Nueva Zelanda. La tripulación y los pasajeros se salvaron y se refugiaron en los restos de un carguero japonés que había naufragado previamente. Permanecieron allí tres meses, en circunstancias horribles, y varios fueron muriendo. Hasta que a la desesperada, el capitán Tēvita Fifita y algunos otros construyeron un bote con los restos de madera que quedaban de su antiguo barco, y consiguieron llegar a Fiyi en una semana. Desde allí organizaron el rescate del resto.
En el otoño austral de 2005 se perdieron dos veleros en Minerva, uno al perder el agarre del ancla en un fuerte temporal, y el otro cuando navegaba en las cercanías. Los tripulantes fueron rescatados.

### República de Minerva (1971-1972 y 1982)
La República de Minerva fue un intento de crear un micro-estado artificialmente, estableciendo la soberanía sobre los arrecifes. El promotor fue el millonario de Las Vegas Michael Oliver. En 1971 envió barcos cargados de arena desde Australia para elevar el nivel de los arrecifes sobre el mar, creando una isla artificial que permitió la construcción de una torre donde se izó la nueva bandera. 
En enero de 1972, la nueva República de Minerva envió su declaración de independencia a los estados vecinos. Incluso crearon su propia moneda, el dólar de Minerva, y se acuñó una edición especial en plata y oro. En febrero de 1972, Morris C. Davis fue escogido presidente provisional de la república.
El junio de 1972, el rey Taufa'ahau Tupou IV de Tonga declaró que extendía su jurisdicción sobre Minerva y envió una expedición para reclamar el territorio. Se arrió la bandera de la República de Minerva y se anexionó el territorio al reino de Tonga con el nombre de Teleki. La acción de Tonga fue reconocida por los países del Fórum del Pacífico Sur en el mismo 1972, y el presidente provisional Davis fue despedido por el fundador Michael Oliver.
En 1982 el expresidente de Tonga Morris C. Davis ocupó de nuevo los arrecifes, con ayuda de un grupo paramilitar estadounidense, pero fueron forzados a abandonarlos por las tropas del ejército de Tonga, después de tres semanas de resistencia.